# 42. Oscar-gála
Az 42. Oscar-gálát, a Filmakadémia díjátadóját 1970. április 7-én tartották meg. Megint sok kritika érte a jelöléseket, a filmek közül az Anna ezer napja és a Hello, Dolly! ott volt az öt jelölt között, viszont a Szelíd motorosok, a Vad banda és A lovakat lelövik, ugye? nem került be. Henry Fonda több mint 40 évnyi pályafutás után szembesült azzal a ténnyel, hogy gyerekei - Jane Fonda és Peter Fonda - előbb nyerhetnek Oscar-díjat, mint ő.

## Kategóriák és jelöltek
nyertesek félkövérrel jelölve

### Legjobb film
- Éjféli cowboy (Midnight Cowboy) Hellman-Schlesinger, United Artists – Jerome Hellman
  - Anna ezer napja (Anne of the Thousand Days) – Wallis, Universal – Hal B. Wallis
  - Butch Cassidy és a Sundance kölyök (Butch Cassidy and the Sundance Kid) – Hill-Monash, 20th Century Fox – John Foreman
  - Hello, Dolly! – Chenault, 20th Century Fox – Ernest Lehman
  - Z, avagy egy politikai gyilkosság anatómiája (Z) – Reggane Films-O.N.C.I.C., Cinema V (algériai–francia) – Jacques Perrin, Ahmed Rachedi

### Legjobb színész
- John Wayne  –  A félszemű seriff (True Grit)
  - Richard Burton  –  Anna ezer napja (Anne of the Thousand Days)
  - Dustin Hoffman  –  Éjféli cowboy (Midnight Cowboy) 
  - Peter O’Toole   –  Viszlát, Mr. Chips! (Goodbye, Mr. Chips)
  - Jon Voight –  Éjféli cowboy (Midnight Cowboy)

### Legjobb színésznő
- Maggie Smith  –  Miss Jean Brodie virágzása (The Prime of Miss Jean Brodie)
  - Geneviève Bujold  –  Anna ezer napja (Anne of the Thousand Days)
  - Jane Fonda  –  A lovakat lelövik, ugye? (They Shoot Horses, Don't They?)
  - Liza Minnelli  –  Első szerelem (The Sterile Cuckoo)[1]
  - Jean Simmons  –  Minden jó, ha a vége jó (The Happy Ending)

### Legjobb férfi mellékszereplő
- Gig Young  –  A lovakat lelövik, ugye? (They Shoot Horses, Don't They?)
  - Rupert Crosse  –  Zsiványok (The Reivers)
  - Elliott Gould  –  Bob és Carol és Ted és Alice (Bob & Carol & Ted & Alice)
  - Jack Nicholson  –  Szelíd motorosok (Easy Rider)
  - Anthony Quayle  –  Anna ezer napja (Anne of the Thousand Days)

### Legjobb női mellékszereplő
- Goldie Hawn – A kaktusz virága (Cactus Flower)
  - Catherine Burns – Az utolsó nyár (Last Summer)
  - Dyan Cannon – Bob és Carol és Ted és Alice (Bob & Carol & Ted & Alice)
  - Sylvia Miles – Éjféli cowboy (Midnight Cowboy)
  - Susannah York – A lovakat lelövik, ugye? (They Shoot Horses, Don't They?)

### Legjobb rendező
- John Schlesinger – Éjféli cowboy (Midnight Cowboy)
  - Costa-Gavras – Z, avagy egy politikai gyilkosság anatómiája (Z)
  - George Roy Hill – Butch Cassidy és a Sundance kölyök (Butch Cassidy and the Sundance Kid)
  - Arthur Penn – Alice étterme (Alice's Restaurant)
  - Sydney Pollack – A lovakat lelövik, ugye? (They Shoot Horses, Don't They?)

### Legjobb eredeti forgatókönyv
- Butch Cassidy és a Sundance kölyök (Butch Cassidy and the Sundance Kid) – William Goldman
  - Bob és Carol és Ted és Alice (Bob & Carol & Ted & Alice) – Paul Mazursky, Larry Tucker
  - The Damned – Nicola Badalucco, Enrico Medioli, Luchino Visconti
  - Szelíd motorosok (Easy Rider) – Peter Fonda, Dennis Hopper, Terry Southern
  - Vad banda (The Wild Bunch) – Walon Green, Roy N. Sickner, Sam Peckinpah

### Legjobb adaptált forgatókönyv
- Éjféli cowboy (Midnight Cowboy) – Waldo Salt forgatókönyve James Leo Herlihy regénye alapján
  - Anna ezer napja (Anne of the Thousand Days) – John Hale, Bridget Boland, Richard Sokolove forgatókönyve Maxwell Anderson színműve alapján
  - Goodbye, Columbus – Arnold Schulman forgatókönyve Philip Roth regénye alapján
  - A lovakat lelövik, ugye? (They Shoot Horses, Don't They?) - James Poe, Robert E. Thompson forgatókönyve Horace McCoy regénye alapján
  - Z, avagy egy politikai gyilkosság anatómiája (Z) – Jorge Semprún, Costa-Gavras forgatókönyve Vassilis Vassilikos regénye alapján

### Legjobb operatőr
- Conrad Hall –  Butch Cassidy és a Sundance kölyök (Butch Cassidy and the Sundance Kid)
  - Daniel Fapp –  Űrkaland (Marooned)
  - Arthur Ibbetson –  Anna ezer napja (Anne of the Thousand Days)
  - Charles B. Lang –  Bob és Carol és Ted és Alice (Bob & Carol & Ted & Alice)
  - Harry Stradling –  Hello, Dolly!

### Látványtervezés és díszlet
- John Decuir, Jack Martin Smith, Herman Blumenthal, Walter M. Scott, George Hopkins, Raphael Bretton – Hello, Dolly!
  - Maurice Carter, Lionel Couch, Patrick McLoughlin – Anna ezer napja (Anne of the Thousand Days)
  - Robert F. Boyle, George B. Chan, Edward G. Boyle, Carl Biddiscombe – Vidáman, Vidáman (Gaily, Gaily)
  - Alexander Golitzen, George C. Webb, Jack D. Moore – Édes Charity (Sweet Charity)
  - Harry Horner, Frank McKelvy – A lovakat lelövik, ugye? (They Shoot Horses, Don't They?)

### Legjobb vágás
- Z, avagy egy politikai gyilkosság anatómiája (Z) – Françoise Bonnot
  - Hello, Dolly! – William Reynolds
  - Éjféli cowboy (Midnight Cowboy) – Hugh A. Robertson
  - Santa Vittoria titka (The Secret of Santa Vittoria) – William Lyon, Earle Herdan
  - A lovakat lelövik, ugye? (They Shoot Horses, Don't They?) – Frederic Steinkamp

### Legjobb vizuális effektus
- Űrkaland (Marooned) – Robbie Robertson
  - Krakatoa (Krakatoa, East of Java) – Eugène Lourié és Alex Weldon

### Legjobb idegen nyelvű film
- Z, avagy egy politikai gyilkosság anatómiája (Z) (Algéria) (francia nyelvű) – Office National pour le Commerce et l'Industrie Cinématographique, Reggane Films, Valoria Films – Jacques Perrin, Ahmed Rachedi producers – Costa-Gavras rendező
  - A neretvai csata (Bitka na Neretvi) (Jugoszlávia) – Bosna Film, Commonwealth United Entertainment, Echberg, Film Production Organisation, IFC International, Igor Film, Jadran Film, United Yugoslavia Producers, Vereinigte, Yugoslavia Film – Steve Previn producer – Veljko Bulajić rendező
  - A Karamazov testvérek (Братья Карамазовы, Bratyja Karamazovi) (USSR) – Moszfilm – producer – Kirill Lavrov, Ivan Alekszandrovics Pirjev, Mihail Alekszandrovics Uljanov rendezők
  - Éjszakám Maudnál (Ma nuit chez Maud) (Franciaország) – FFD, Films de Pléïade, Les Films des deux mondes, Les Films du Carrosse, Les Films du Losange, Productions de La Guéville, Renn Productions, Simar Films, Société Française de Production (SFP), Two World Entertainment – Pierre Cottrell, Barbet Schroeder producerek – Éric Rohmer rendező
  - Adalen Riots (Ådalen '31) (Svédország) – Svensk Filmindustri (SF) AB – producer – Bo Widerberg rendező

### Legjobb filmzene

#### Eredeti filmzene mozgófilmben (nem musicalben)
- Butch Cassidy és a Sundance kölyök (Butch Cassidy and the Sundance Kid) – Burt Bacharach
  - Anna ezer napja (Anne of the Thousand Days) – Georges Delerue
  - Zsiványok (The Reivers) – John Williams
  - Santa Vittoria titka (The Secret of Santa Vittoria) – Ernest Gold
  - Vad banda (The Wild Bunch) – Jerry Fielding

#### Filmzene musicalfilmben – eredeti vagy adaptáció
- Hello, Dolly! – Lennie Hayton és Lionel Newman (adaptáció)
  - Viszlát, Mr. Chips! (Goodbye, Mr. Chips) – zene és dalszöveg: Leslie Bricusse; John Williams (adaptáció)
  - Fesd át a kocsidat! (Paint Your Wagon) – Nelson Riddle (adaptáció)
  - Édes Charity (Sweet Charity) – Cy Coleman (adaptáció)
  - A lovakat lelövik, ugye? (They Shoot Horses, Don't They?) –  Johnny Green és Albert Woodbury (adaptáció)

## Statisztika

### Egynél több jelöléssel bíró filmek
- 10: Anna ezer napja
- 7: Butch Cassidy és a Sundance kölyök, Éjféli cowboy, Hello, Dolly!, A lovakat lelövik, ugye?

### Egynél több díjjal bíró filmek
- 4: Butch Cassidy és a Sundance kölyök
- 3: Éjféli cowboy, Hello, Dolly!